# NGC 2561
NGC 2561 è una galassia a spirale barrata situata nella costellazione dell'Idra, a una distanza di circa 211 milioni di anni luce dalla nostra Via Lattea.

## Scoperta
La galassia è stata scoperta il 23 marzo 1887 dall'astronomo statunitense Lewis Swift.

## Descrizione
NGC 2561 presenta una larga riga a 21 cm dell'idrogeno neutro.